# Hadena filipjevi
Hadena filipjevi là một loài bướm đêm trong họ Noctuidae.